# Jérôme Grosset-Janin
Pour les articles homonymes, voir Grosset.
Jérôme Grosset-Janin, né le 19 juin 1984 à Sallanches (Haute-Savoie), est un pilote de rallye et de rallycross français. Il a notamment remporté le Championnat de France de rallycross en 2013 et a terminé 2e du Championnat d'Europe de rallycross en 2015 et 2016.

## Biographie
Jérôme Grosset-Janin commence le sport automobile en 2003 et durant trois saisons, il s'exerce sur glace et sur terre. 
Durant l'été 2003, il participe à deux courses de la Coupe Saxo de rallycross et au cours de l'hiver, il prend part à la Ice Race Series International où il signe la deuxième place en finale et le meilleur tour en course. 
En 2005, il obtient le titre de Champion Promotion du Trophée Andros. 
Enfin, c'est également à cette époque qu'il fait ses premiers pas au sein du Championnat de France de Rallycross, en Division 1.
En 2006, après ces débuts très prometteurs, il se lance dans le rallye et termine 3e du championnat de France des Rallyes asphalte. À 22 ans, il gagne le rallye du Rouergue et celui du Mont-Blanc devenant ainsi le plus jeune vainqueur d’un rallye en Championnat de France.
En 2009, il revient au rallycross et participe partiellement au Championnat de France de rallycross, en Division 1. En 2010 et 2011, il passe dans la catégorie reine Supercar et obtient la troisième place du championnat. Son évolution continue et après avoir été vice-champion en 2012,  la consécration arrive : il obtient ainsi en 2013 son premier titre de Champion de France avec 5 victoires en 7 courses.
2014 est une ouverture à l'international pour le Pilote français qui décide de se lancer dans le Championnat d'Europe de rallycross. Il participe également à une manche du Championnat du monde de rallycross, sur le circuit de Lohéac, en France. Après une demi-finale mouvementée, il terminera 7e au classement général, se positionnant ainsi, pour la deuxième fois depuis le début de la saison, parmi les 10 pilotes de rallycross les plus rapides au monde,.

Pour cette saison 2014, il est au volant d'une Clio 3, possédant un moteur 4 cylindres développant 550 chevaux, ainsi que 4 roues motrices et une boite de vitesses séquentielle.

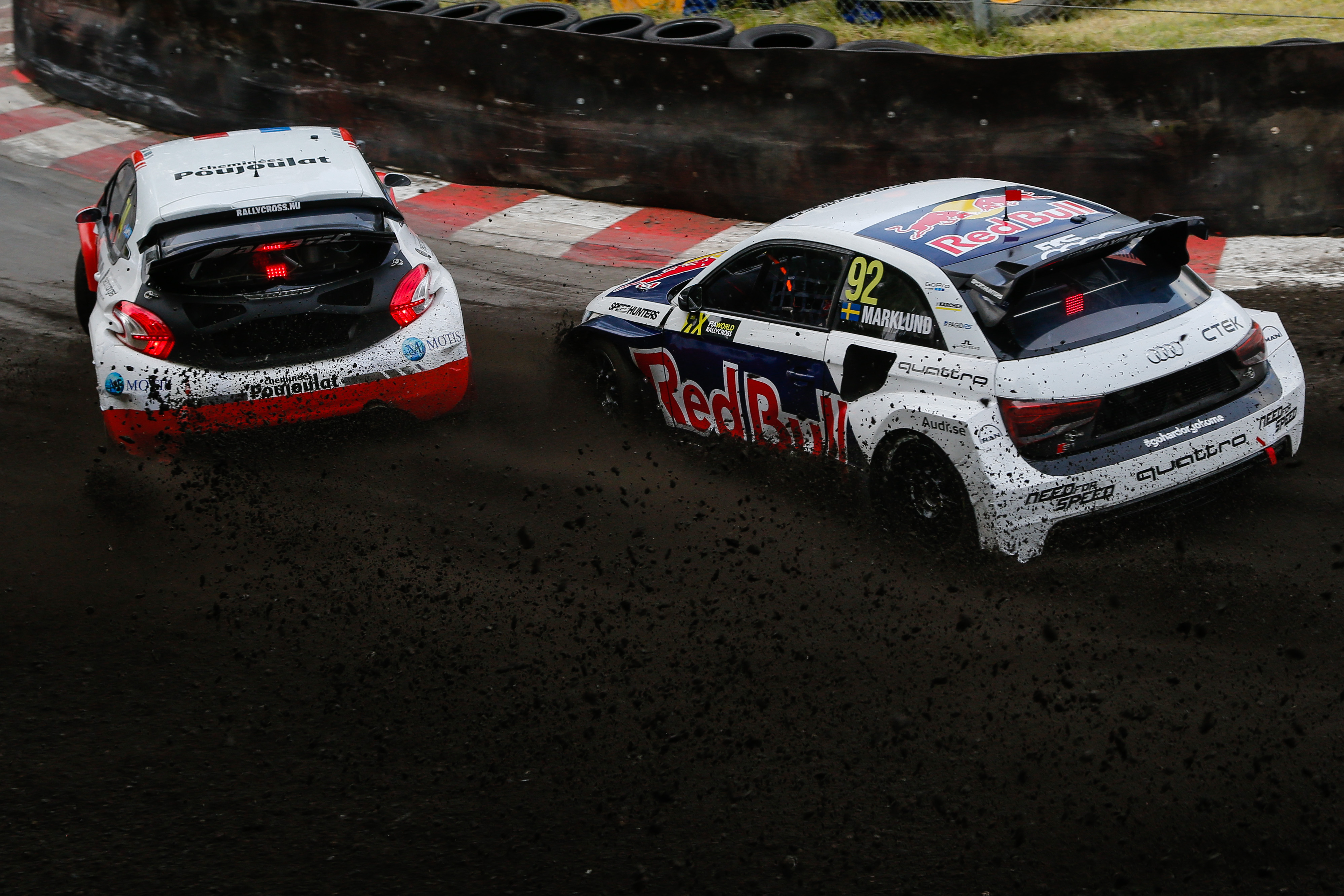
Jérôme Grosset-Janin devant l'Audi S1 Eksrx d'Anton Marklund,en Allemagne sur le circuit de Estering.

Pour la saison 2015, il change d'équipe et rejoint l'équipe britannique Albatec Racingau volant d'une Peugeot 208 WRX en Championnat d'Europe de rallycross. Dès la première épreuve, en Belgique, sur le circuit de Mettet, il remporte la finale, puis ramènera un podium en Allemagne, sur le circuit de Buxtehude (ville). Il participe également à l'épreuve Française Championnat du monde de rallycross FIA sur le Circuit de Lohéac avec comme coéquipier Yvan Muller, quadruple champion du monde du Championnat du monde des voitures de tourisme. La fin de saison sera nettement plus compliqué, malgré une très bonne pointe de vitesse et de très grosse performance en qualifications. Il accumulera des problèmes lors des phases finales, erreur de stratégie du tour joker sur le circuit de Hell (Norvège), accrochage et abandon sur le mythique Circuit de Barcelone-Catalogne et enfin une crevaison à Franciacorta. Il remporte le titre de Vice-Champion d'Europe de Rallycross.
Après une très bonne saison, Jérome décide de repartir en 2016 avec Albatec Racing et la Peugeot 208 WRX, avec comme objectif le titre de Champion d'Europe EuroRX.

## Saison 2014 - rallycross catégorie Supercar

### Championnat d'Europe

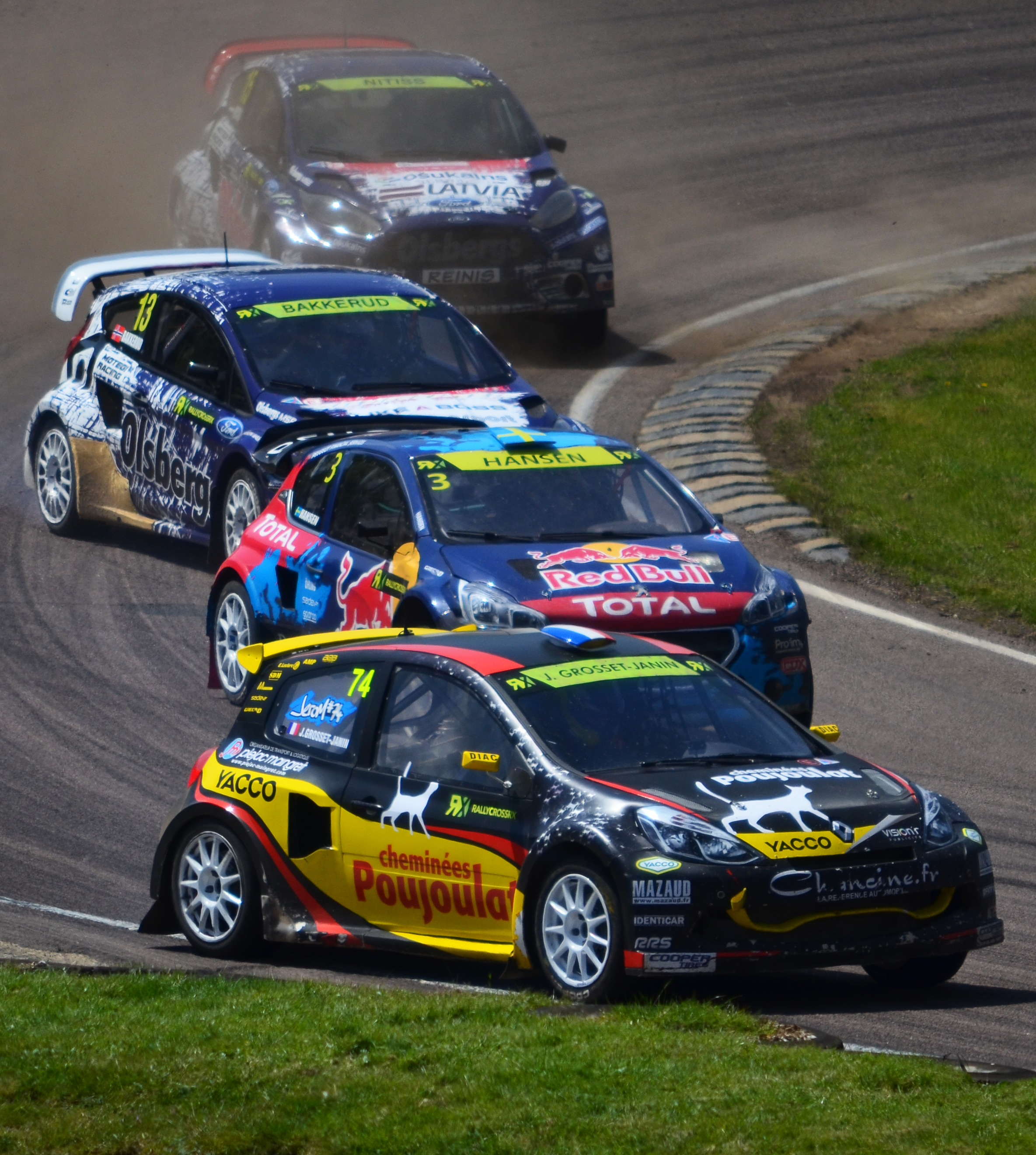
Jérome Grosset-Janin sur le circuit de Lydden Hill en 2014.

Classement final - saison 2014: 8e
| Date           | Pays et circuit                    | Classement de la course | Manches qualificatives                |
| -------------- | ---------------------------------- | ----------------------- | ------------------------------------- |
| Septembre 2014 | Italie, Circuit de Franciacorta    | 31e                     | (1) 23e - (2) 12e - (3) / - (4) /     |
| Septembre 2014 | Allemagne, Circuit d'Estering      | 9e                      | (1) 14e - (2) 16e - (3) 27e - (4) 4e  |
| Juillet 2014   | Belgique, Circuit Jules Tacheny    | 10e                     | (1) 12e - (2) 25e - (3) 12e - (4) 24e |
| Juin 2014      | Norvège, Circuit de Hell           | 15e                     | (1) 5e - (2) 26e - (3) 33e - (4) 33e  |
| Mai 2014       | Angleterre, Circuit de Lydden Hill | 2e                      | (1) 10e - (2) 10e - (3) 2e - (4) 11e  |

### Championnat du Monde
| Date           | Pays et circuit           | Classement de la course | Manches qualificatives               |
| -------------- | ------------------------- | ----------------------- | ------------------------------------ |
| Septembre 2014 | France, Circuit de Lohéac | 7e                      | (1) 5e - (2) 10e - (3) 14e - (4) 7e  |
| Septembre 2015 | France, Circuit de Lohéac | 14e                     | (Q1)1er - (Q2) DNF - (Q3) 13e - (Q4) |

### Championnat de France

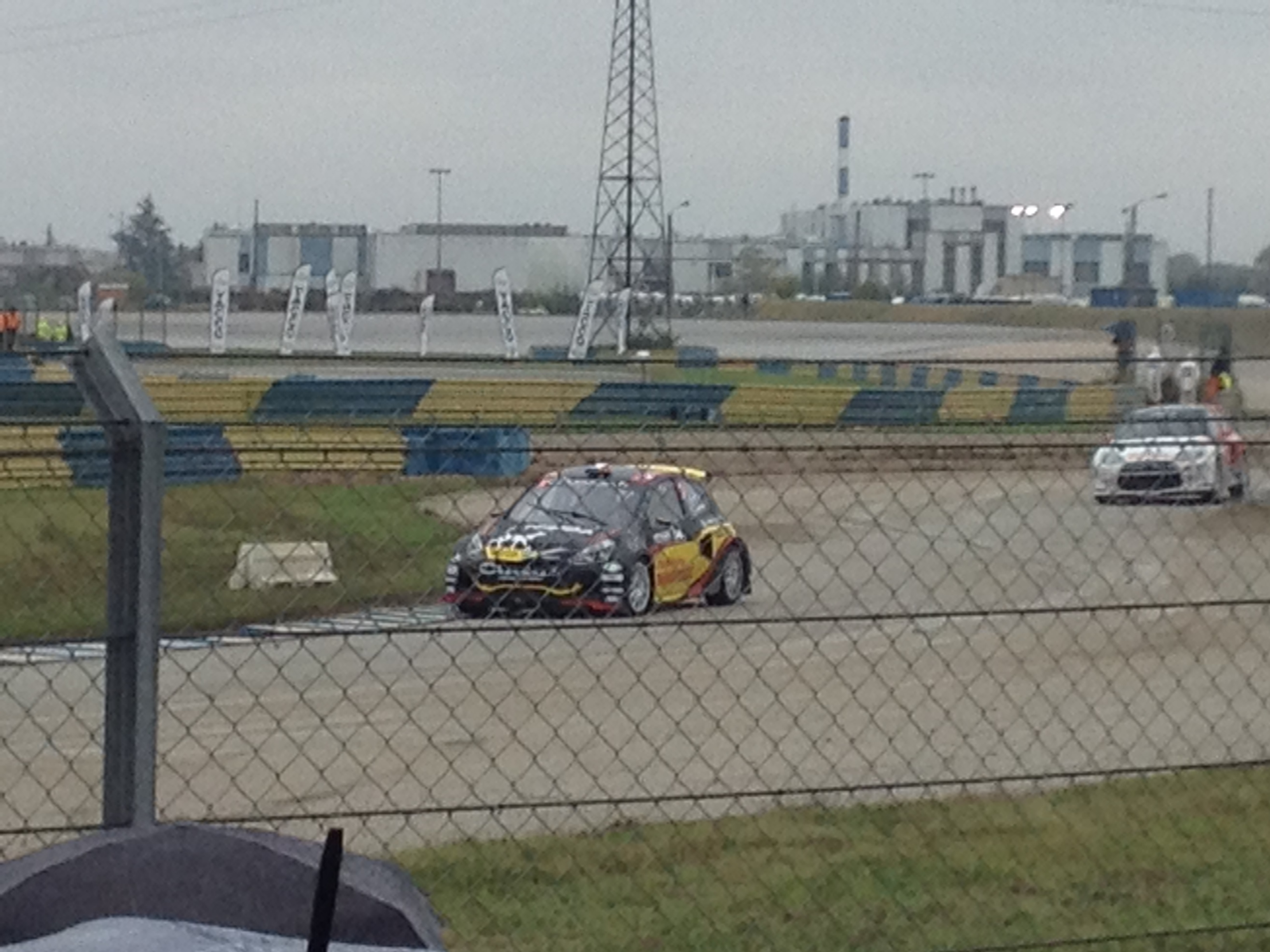
Jérôme Grosset-Janin sur le circuit de l'Ouest Parisien à Dreux le 12 octobre 2014, sur une piste humide.

| Date         | Circuit                            | Classement de la course | Manches qualificatives              |
| ------------ | ---------------------------------- | ----------------------- | ----------------------------------- |
| Octobre 2014 | Circuit de l'Ouest Parisien, Dreux | Vainqueur               | (1) 1er - (2) 2e - (3) 2e - (4) 1er |

## Classements en Championnat de France
- 2013 : Champion de France de Rallycross Supercars - Renault Clio III RS
- 2012 : Vice-Champion de France Rallycross Supercars - Renault Clio III RS
- 2011 : 3e place en Rallycross Supercars - Renault Clio III RS
- 2010 : 3e place en Rallycross Supercars - Citroën C4
- 2006 : 3e place en Championnat de France des Rallyes (sur Peugeot 307 WRC et Citroen Xsara WRC)
- 2005 : Rallycross Supercars - Citroen Xsara, 6e
- 2005 : Champion Promotion du Trophée Andros
- 2004 : 8e place en Rallycross Supercars - Ford Puma
- 2003 : Rallycross Challenge Citroën Saxo

## Victoires en Championnats de France

### Championnat de France des rallyes
- 2006: Rallye du Rouergue, copilote Fabrice Gordon, sur Peugeot 307 WRC;
- 2006: Rallye du Mont-Blanc, copilote Fabrice Gordon, sur Citroën Xsara WRC.

### Championnat de France de rallycross
- 2014 : Dreux
- 2013 : Essay, Châteauroux, Lavaré, Lessay, Mayenne, Essay 2, Dreux;
- 2012 : Essay 1, Lessay, Dreux 2;
- 2011 : Faleyras, Châteauroux;
- 2010 : Lavaré, Dreux 2.

## Partenaires
Jérôme Grosset-Janin a établi un partenariat solide et de longue durée avec Poujoulat, 1er fabricant européen de conduits de cheminées et sorties de toit métalliques.
D'autres sociétés sont également aux côtés de Jérôme Grosset-Janin depuis plusieurs années comme Mazaud et Piejac Maingret, actifs respectivement dans la construction et la logistique. 
Enfin, des partenaires plus récents font aussi partie de l'aventure comme O'Neill, B2B et RRS.

## Engagements
Jérôme Grosset-Janin sera Parrain de l'association « Les Routes du Bonheur » pour son édition 2015. 
Cette association propose à des enfants en situation de handicap de partir durant une semaine au printemps, découvrir la région de Haute-Savoie à bord de voitures d'exception.